# Попов Сергій Олександрович
Сергі́й Олекса́ндрович Попо́в (нар. 22 квітня 1971, Макіївка, Донецька область) — український футбольний тренер, колишній радянський та український футболіст, що грав на позиції захисника. Відомий насамперед виступами за донецький «Шахтар» та національну збірну України.

## Клубна кар'єра
Вихованець СДЮШОР міста Донецька. Виступи у дорослих командах розпочав у 17-річному віці у маріупольському «Новаторі». Протягом 1990—1991 проходив службу у лавах Збройних сил СРСР і, як багато інших молодих спортсменів у СРСР, захищав кольори Спортивного Клубу Армії (виступав за київський СКА). Згодом півроку грав за вінницьку «Ниву».
З 1992 року — знову у Донецьку, виступає за «Шахтар» у чемпіонаті України. З 1996 по 1997 рік грає за російський «Зеніт» із Санкт-Петербурга, після чого повертається до «Шахтаря», кольори якого захищає до 2004 року. Останнім клубом у професійній кар'єрі гравця стає запорізький «Металург», у якому він виступає в сезонах 2004/05 та 2005/06.

## Виступи за збірну
У складі національної збірної України дебютував 27 квітня 1993 року у товариській зустрічі проти збірної Ізраїлю (нічия 1:1). Загалом відіграв у збірній 10 років (з 1993 по 2003 рік), виходив на поле у 54 матчах, 5 разів відзначався голами у ворота суперників.
| # | Дата           | Місце         | Суперник   | Рахунок | Результат | Змагання          |
| - | -------------- | ------------- | ---------- | ------- | --------- | ----------------- |
| 1 | 23 жовтня 1993 | Бетлегем, США | США        | 0:1     | перемога  | товариська        |
| 2 | 5 жовтня 1996  | Київ, Україна | Португалія | 2:1     | перемога  | відбір до ЧС 1998 |
| 3 | 5 вересня 1998 | Київ, Україна | Росія      | 3:2     | перемога  | відбір до ЧЄ 2000 |
| 4 | 5 червня 1999  | Київ, Україна | Андорра    | 4:0     | перемога  | відбір до ЧЄ 2000 |
| 5 | 17 травня 2002 | Москва, Росія | Югославія  | 0:2     | перемога  | товариська        |

## Тренерська кар'єра
З 20 грудня 2023 року по 27 липня 2024 року був помічником головного тренера «Металіста 1925» Віктора Скрипника.

## Досягнення
- Чемпіон України: 2001/02
- Срібний призер чемпіонату України (7): 1993/94, 1997/98, 1998/99, 1999/00, 2000/01, 2002/03, 2003/04
- Чотириразовий володар Кубка України (4): 1994/95, 2000/01, 2001/02, 2003/04
- Фіналіст Кубка України: 2002/03